# Suriname nos Jogos Olímpicos de Verão de 1976
O Suriname participou dos Jogos Olímpicos de Verão de 1976 em Montreal, Canadá.

## Resultados por Evento

### Atletismo
100m masculino
- Sammy Monsels
  - Primeira Eliminatória — 10.58 s
  - Segunda Eliminatória — 10.61 s (→ não avançou)

200m masculino
- Sammy Monsels
  - Primeira Eliminatória — 21.60 s
  - Segunda Eliminatória — 21.29  s(→ não avançou)

800m masculino
- Roy Botse
  - Eliminatória — 1:49.85 (→ não avançou)

### Judô
Peso Médio (até 80 kg)
- Ricardo Elmont
  - Primeira Rodada — Perdeu para Valeriy Dvoynikov (URS) com kusure-kami-shiho-gatame
  - Repescagem — Perdeu para Süheyl Yesilnur (TUR) com uchi-mata (→ não avançou)